# Neuseeländische Badmintonmeisterschaft 1961
Die Neuseeländische Badmintonmeisterschaft 1961 fand in Auckland statt. Es war die 28. Austragung der Badmintonmeisterschaften von Neuseeland.

## Titelträger
| Disziplin    | Sieger                           |
| ------------ | -------------------------------- |
| Herreneinzel | Don Higgins                      |
| Dameneinzel  | Heather Robson                   |
| Herrendoppel | Jeffrey Robson M. Cooke          |
| Damendoppel  | Margaret Moorhead Gilda Tompkins |
| Mixed        | Jeffrey Robson Heather Robson    |